# Dassault Super Mystère

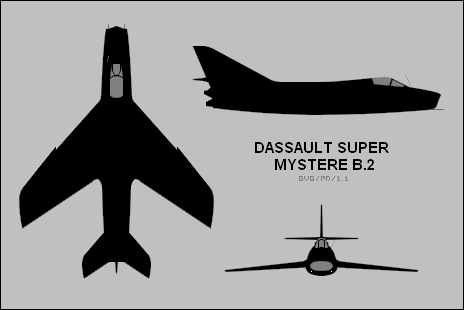
Il "tre viste" del Super Mystère (Immagine di Greg Goebel).

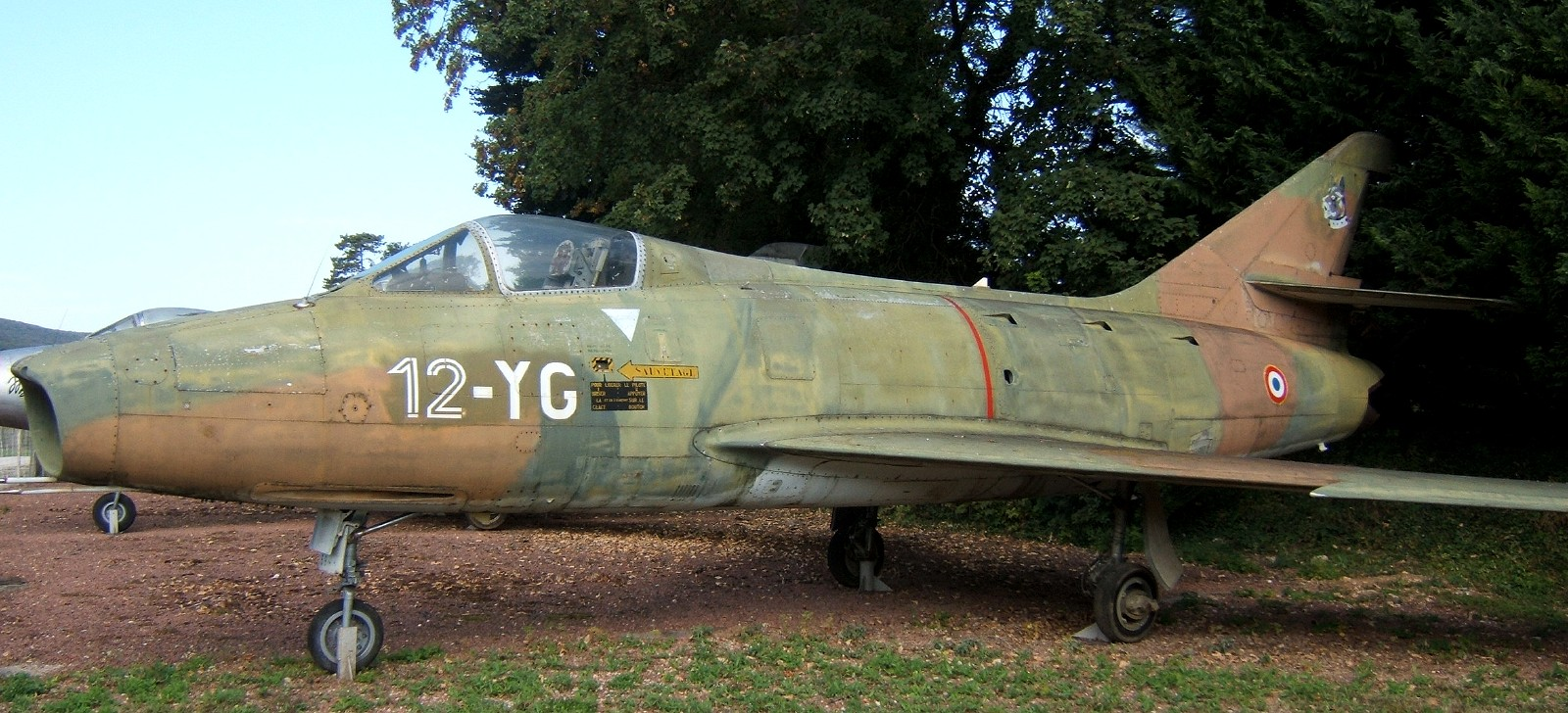
Il Super Mystère B2 in livrea mimetica esposto al musée du château de Savigny-les-Beaunes.

Il Dassault Super Mystère (dal francese: super e mistero) era un monoreattore da caccia supersonico prodotto dall'azienda francese Dassault Aviation negli anni cinquanta. Ultimo dei Dassault con ala a freccia di prima generazione, poteva superare la velocità del suono, primo aereo europeo a mantenere tale prestazione in volo orizzontale.
Benché contemporaneo dei pari classe North American F-100 Super Sabre e MiG-19, il Super Mystère B 2 di serie non superava di molto la velocità del suono ed il suo sviluppo successivo, il B 4 da Mach 1,4, invece che 1,15 del precedente modello, venne abbandonato dalla Dassault per dedicarsi al più recente Mirage III dall'ala a delta.

## Storia

### Sviluppo
Il Super Mystère rappresenta la fase finale di evoluzione che ha avuto inizio con il Dassault Ouragan proseguendo attraverso i Mystère II, Mystère III e Mystère IV. A metà del 1953, analogamente a quanto fatto con gli altri Mystère, lo staff di progettazione presente a Saint-Cloud disegnò una nuova ala da abbinare ad una cellula di un Mystère IV B ed abbinandola al turbogetto di fabbricazione britannica Rolls-Royce Avon RA.7R dotata di postbruciatore. Lo scopo era di migliorare le prestazioni degli altri modelli capaci di raggiungere velocità supersoniche solamente in picchiata, mentre l'obiettivo per il nuovo Super Mystère era di raggiungerla in volo livellato. La maggior disponibilità di spinta grazie al postbruciatore abbinato ad un'ala dal minor spessore e dall'angolo di freccia, aumentato progressivamente dai 33° del Mystère II e 41° del Mystère IV fino agli attuali 45°, consentirà al prototipo, denominato inizialmente Mystère XX, Mystère IV B 1, ed infine Super-Mystère B 1 pilotato da Paul Boudier, di infrangere il muro del suono raggiungendo il traguardo prefisso il 3 marzo 1955, appena il giorno dopo il suo volo inaugurale.
Il Super Mystère venne avviato alla produzione il 1957, assumendo la denominazione ufficiale Super Mystère B.2, il quale differiva dal precedente prototipo per l'acquisizione del motore di produzione nazionale Snecma Atar 101G. Nel 1958 venne pianificato un nuovo sviluppo, realizzando 2 prototipi che assunsero la denominazione Super Mystère B.4. Questi erano equipaggiati con una nuova ala caratterizzata da un angolo di freccia portato a 48° ed un nuovo sviluppo del motore Atar, il 9B, che consentì alla nuova variante di raggiungere una velocità pari a Mach 1,4. Nonostante il traguardo raggiunto l'azienda preferì concentrarsi nello sviluppo del nuovo Mirage III ad ala a delta appena entrato in servizio operativo.
Nel 1973, Israele modificò i Super Mystère B.2 acquistati nel 1958 dotandoli di una versione senza postbruciatore del Pratt & Whitney J52-P8A e di una nuova avionica di produzione nazionale.
In totale furono prodotti 180 esemplari di Super Mystère B.2.

### Impiego operativo
Il Super Mystère venne impiegato in prima linea dalla francese Armée de l'air fino al 1977. Inoltre nel 1958 vennero ceduti ad Israele 36 esemplari che andarono ad equipaggiare i reparti della Heyl Ha'Avir. Questi vennero impiegati in azioni belliche durante la guerra dei sei giorni del 1967 e quella del Kippur nel 1973 dove diedero buona prova di sé negli scontri con i pari ruolo MiG-19 utilizzati dai piloti arabi.
Nel 1975 Israele cedette 12 cellule complete e 6 set di pezzi di ricambio all'Honduras. I Super Mystère rimasero in servizio attivo nella Fuerza Aérea Hondureña fino al 1996, venendo coinvolti in numerosi scontri di frontiera con il Nicaragua. Successivamente vennero reintegrati dal 1998 svolgendo servizio di pattugliamento per far fronte a trafficanti di droga che attraversano illegalmente lo spazio aereo honduregno.

## Utilizzatori

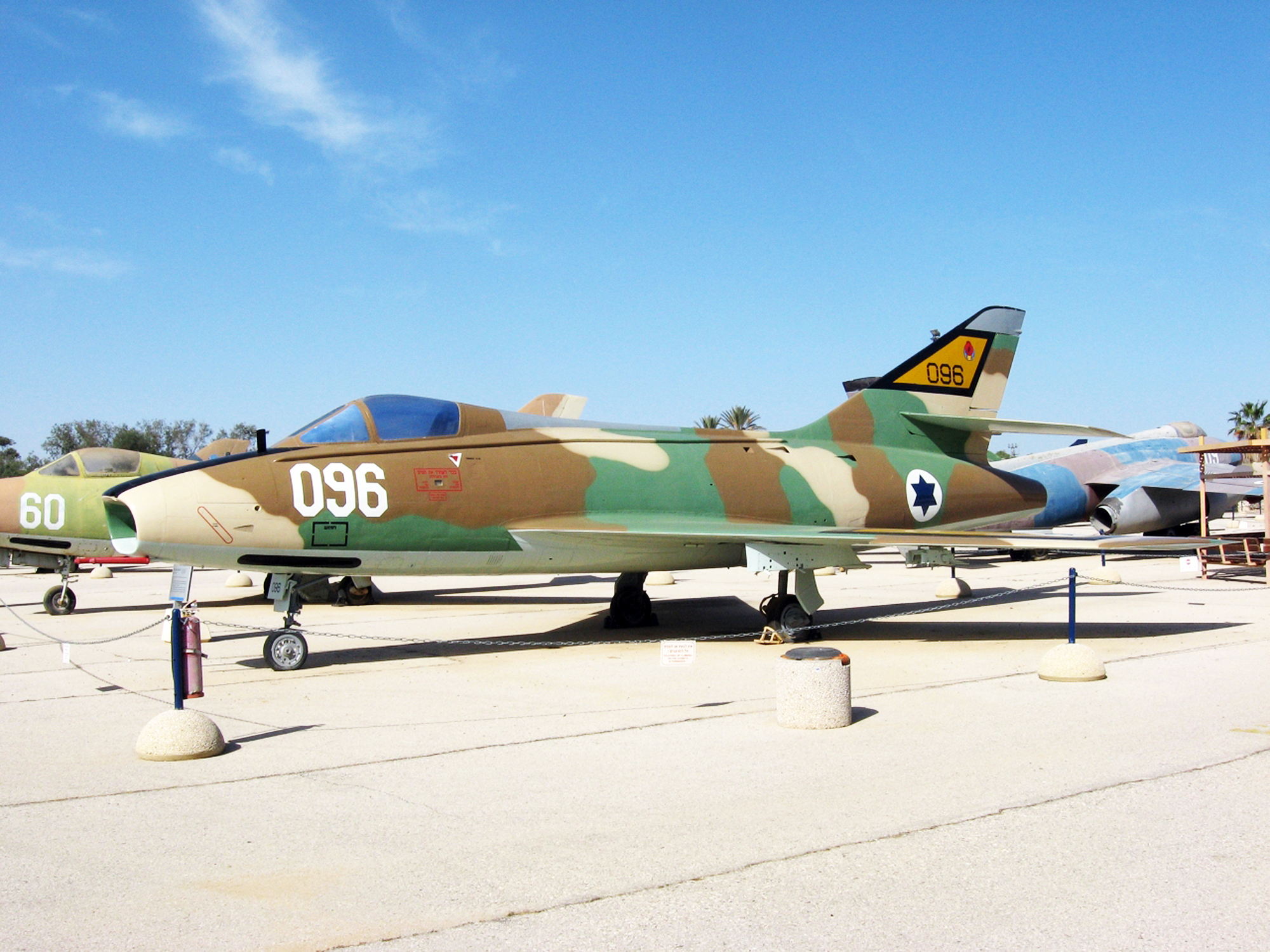
Il Super Mystère in livrea israeliana esposto presso il museo dell'Heyl Ha'Avir.

El Salvador
- Fuerza Aérea Salvadoreña

operò con 18 esemplari dal 1979.
 Francia
- Armée de l'air

 Honduras
- Fuerza Aérea Hondureña

 Israele
- Heyl Ha'Avir